# Derde klasse 2008-09 (voetbal België)
Het seizoen 2008/09 van de Belgische Derde Klasse ging van start op in de zomer van 2008 en de normale competitie eindigde in het voorjaar van 2009. Daarna werd nog een eindronde voor promotie en degradatie gespeeld.

## Naamswijzigingen
- R. Francs Borains wijzigde zijn naam in R. Boussu Dour Borinage.

## Gedegradeerde teams
Deze teams waren gedegradeerd uit de Tweede Klasse voor de start van het seizoen
- R. Union Saint-Gilloise (rechtstreeks)
- KFC Verbroedering Geel (rechtstreeks)

Noot: KFC Verbroedering Geel was gezakt naar Derde Klasse, maar ging echter in vereffening in het tussenseizoen. De club verdween, en werd vervangen door een verliezend finalist van de degradatie-eindronde van vorig seizoen. Dit was RFC Union La Calamine, dat zo in Derde Klasse kon blijven.

## Gepromoveerde teams
Deze teams waren gepromoveerd uit de Vierde Klasse voor de start van het seizoen:
- SC Wielsbeke (kampioen 4A)
- KRC Gent-Zeehaven (kampioen 4B)
- Hoogstraten VV (kampioen 4C)
- URS du Centre (kampioen 4D)
- KV Woluwe-Zaventem (winst in eindronde)
- K. Rupel Boom FC (winst in eindronde)

## Promoverende teams
Deze teams promoveerden naar Tweede Klasse op het eind van het seizoen:
- K. Standaard Wetteren (kampioen 3A)
- KV Turnhout (kampioen 3B)
- R. Boussu Dour Borinage (winst eindronde)

## Degraderende teams
Deze teams degradeerden naar Vierde Klasse op het eind van het seizoen:
- KRC Gent-Zeehaven (rechtstreeks uit 3A)
- SC Wielsbeke (rechtstreeks uit 3A)
- RFC Sérésien (rechtstreeks uit 3B)
- RFC Union La Calamine (rechtstreeks uit 3B)
- RRC Hamoir (verlies eindronde)

## Kampioen
In Derde Klasse A pakte K. Standaard Wetteren de eerste periodetitels. Wetteren bleef heel het seizoen bovenin strijden voor de titel, en verzekerde zich ondanks een nederlaag op de voorlaatste speeldag van de titel, toen ook de enig overgebleven concurrent, KV Woluwe-Zaventem, niet kon winnen.
In Derde Klasse B stond KV Turnhout het hele jaar bovenaan en pakte ook de twee eerste periodetitels. Op de 28ste speeldag was Turnhout ook zeker van eindwinst in zijn reeks.

## Eindstand
| Legende                                |
| -------------------------------------- |
| Kampioen + promotie naar Tweede Klasse |
| Kwalificatie voor promotie-eindronde   |
| Kwalificatie voor degradatie-eindronde |
| Degradatie naar Vierde Klasse          |

### Derde Klasse A
|   |    |                             | P  | W  | G | V  | +  | -  | DS  | Ptn |
| - | -- | --------------------------- | -- | -- | - | -- | -- | -- | --- | --- |
| K | 1  | K. Standaard Wetteren       | 30 | 19 | 7 | 4  | 68 | 30 | 38  | 64  |
| E | 2  | KV Woluwe-Zaventem          | 30 | 18 | 6 | 6  | 46 | 22 | 24  | 60  |
| E | 3  | R. Boussu Dour Borinage     | 30 | 16 | 7 | 7  | 62 | 31 | 31  | 55  |
|   | 4  | K. Diegem Sport             | 30 | 15 | 9 | 6  | 43 | 27 | 16  | 54  |
| E | 5  | URS du Centre               | 30 | 13 | 6 | 11 | 56 | 45 | 11  | 45  |
|   | 6  | KSV Sottegem                | 30 | 13 | 6 | 11 | 35 | 30 | 5   | 45  |
|   | 7  | KSV Oudenaarde              | 30 | 13 | 6 | 11 | 43 | 40 | 3   | 45  |
|   | 8  | KRC Waregem                 | 30 | 12 | 9 | 9  | 40 | 37 | 3   | 45  |
|   | 9  | FC Nieuwkerken Sint-Niklaas | 30 | 13 | 4 | 13 | 55 | 44 | 11  | 43  |
|   | 10 | R. White Star Woluwe FC     | 30 | 11 | 6 | 13 | 44 | 45 | -1  | 39  |
|   | 11 | VC Eendracht Aalst 2002     | 30 | 10 | 8 | 12 | 38 | 50 | -12 | 38  |
|   | 12 | R. Union Saint-Gilloise     | 30 | 8  | 9 | 13 | 39 | 43 | -4  | 33  |
|   | 13 | RAA Louviéroise             | 30 | 8  | 4 | 18 | 36 | 61 | -25 | 28  |
| E | 14 | RRC Péruwelz                | 30 | 7  | 6 | 17 | 27 | 83 | -56 | 27  |
| D | 15 | SC Wielsbeke                | 30 | 7  | 6 | 17 | 40 | 58 | -18 | 27  |
| D | 16 | KRC Gent-Zeehaven           | 30 | 7  | 1 | 22 | 39 | 65 | -26 | 22  |

Noot 1: RRC Péruwelz streed aanvankelijk mee bovenin, maar de voetbalbond ontnam de club in december 26 punten wegens het opstellen van Freddy Bula. De speler was niet meer aangesloten bij de bond omdat de optie in zijn contract wel gelicht was, maar RRC Péruwelz de voetbalbond niet op de hoogte had gebracht. Aan elke wedstrijd waarin de speler was opgesteld werd een forfaitscore toegekend, wat voor sommige clubs ook 3 punten extra opleverde. RR Péruwelz vocht deze beslissing nog aan, maar halverwege mei werd dit ontvankelijk maar ongegrond verklaard. Het puntenverlies bleef, waardoor Péruwelz in degradatiegevaar kwam.
Noot 2: SC Wielsbeke en RRC Péruwelz eindigden met evenveel punten. Een testmatch moest beslissen of Wielsbeke of Péruwelz 14de zouden worden en wie zo naar de degradatie-eindronde moeten.
| Datum      | Uur   | Wedstrijd                   | Uitslag |
| ---------- | ----- | --------------------------- | ------- |
| 10/05/2009 | 15:00 | RRC Péruwelz - SC Wielsbeke | 3-1     |

### Derde Klasse B
|   |    |                        | P  | W  | G  | V  | +  | -  | DS  | Ptn |
| - | -- | ---------------------- | -- | -- | -- | -- | -- | -- | --- | --- |
| K | 1  | KV Turnhout            | 30 | 21 | 5  | 4  | 50 | 18 | 32  | 67  |
| E | 2  | RCS Visétois           | 30 | 18 | 7  | 5  | 61 | 34 | 27  | 59  |
| E | 3  | KFC Racing Mol-Wezel   | 30 | 16 | 11 | 3  | 51 | 50 | 1   | 51  |
| E | 4  | KRC Mechelen           | 30 | 14 | 7  | 9  | 55 | 44 | 11  | 51  |
|   | 5  | KVC Willebroek-Meerhof | 30 | 14 | 9  | 7  | 47 | 34 | 13  | 49  |
|   | 6  | K. Rupel Boom FC       | 30 | 13 | 7  | 10 | 57 | 37 | 20  | 49  |
|   | 7  | K. Bocholter VV        | 30 | 11 | 7  | 12 | 52 | 39 | 13  | 45  |
|   | 8  | Hoogstraten VV         | 30 | 10 | 9  | 11 | 49 | 49 | 0   | 41  |
|   | 9  | Excelsior Veldwezelt   | 30 | 10 | 12 | 8  | 45 | 46 | -1  | 38  |
|   | 10 | RCS Verviétois         | 30 | 9  | 13 | 8  | 34 | 38 | -4  | 35  |
|   | 11 | KSK Tongeren           | 30 | 8  | 12 | 10 | 37 | 51 | -14 | 34  |
|   | 12 | R. Cappellen FC        | 30 | 8  | 14 | 8  | 33 | 43 | -10 | 32  |
|   | 13 | KFC Dessel Sport       | 30 | 9  | 18 | 3  | 37 | 57 | -20 | 30  |
| E | 14 | RRC Hamoir             | 30 | 6  | 12 | 12 | 46 | 55 | -9  | 30  |
| D | 15 | RFC Sérésien           | 30 | 5  | 14 | 11 | 22 | 45 | -23 | 26  |
| D | 16 | RFC Union La Calamine  | 30 | 4  | 19 | 7  | 26 | 62 | -36 | 19  |

## Periodekampioenen

### Derde Klasse A
- Eerste periode: K. Standaard Wetteren, 23 punten
- Tweede periode: K. Standaard Wetteren, 18 punten
- Derde periode: K. Standaard Wetteren, 23 punten

### Derde Klasse B
- Eerste periode: KV Turnhout, 22 punten
- Tweede periode: KV Turnhout, 22 punten
- Derde periode: KV Turnhout, 23 punten

## Eindronde

### Promotie-eindronde

#### Voorronde
In een voorronde moesten normaalgezien K. Diegem Sport en KRC Mechelen spelen voor een plaats in de eindronde. K. Diegem Sport kreeg echter geen licentie, en werd daarom vervangen door URS du Centre.
| Datum      | Uur   | Wedstrijd                    | Uitslag |
| ---------- | ----- | ---------------------------- | ------- |
| 07/05/2009 | 20:00 | KRC Mechelen - URS du Centre | 1-1     |
| 09/05/2009 | 20:00 | URS du Centre - KRC Mechelen | 3-1     |

#### Eerste ronde
In de eerste ronde van de eindronde traden naast de vijf geplaatste derdeklassers ook drie tweedeklassers aan: R. Olympic Club de Charleroi-Marchienne, R. Excelsior Virton en KFC Vigor Wuitens Hamme. De ploegen spelen een heen- en terugduel, en de vier winnaars gaan door naar de volgende ronde.
| Datum      | Uur   | Wedstrijd                                      | Uitslag  |
| ---------- | ----- | ---------------------------------------------- | -------- |
| 14/05/2009 | 19:00 | KFC Vigor Wuitens Hamme - URS du Centre        | 2-0      |
| 14/05/2009 | 20:00 | R. Excelsior Virton - KV Woluwe-Zaventem       | 2-1      |
| 14/05/2009 | 20:00 | ROC de Charleroi-Marchienne - RCS Visétois     | 1-3      |
| 14/05/2009 | 20:30 | KFC Racing Mol-Wezel - R. Boussu Dour Borinage | 1-3      |
| 17/05/2009 | 16:00 | URS du Centre - KFC Vigor Wuitens Hamme        | 1-0      |
| 17/05/2009 | 16:00 | RCS Visétois - ROC de Charleroi-Marchienne     | 2-4      |
| 17/05/2009 | 16:00 | R. Boussu Dour Borinage - KFC Racing Mol-Wezel | 2-0      |
| 17/05/2009 | 18:00 | KV Woluwe-Zaventem - R. Excelsior Virton       | 3-1 n.v. |

#### Halve finales
| Datum      | Uur   | Wedstrijd                                         | Uitslag |
| ---------- | ----- | ------------------------------------------------- | ------- |
| 21/05/2009 | 16:00 | KFC Vigor Wuitens Hamme - R. Boussu Dour Borinage | 1-3     |
| 21/05/2009 | 16:00 | KV Woluwe Zaventem - ROC de Charleroi-Marchienne  | 2-0     |
| 24/05/2009 | 16:00 | R. Boussu Dour Borinage - KFC Vigor Wuitens Hamme | 1-0     |
| 24/05/2009 | 16:00 | ROC de Charleroi-Marchienne - KV Woluwe Zaventem  | 1-0     |

#### Finales
De winnaar van de finale promoveert naar Tweede Klasse.
| Datum      | Uur   | Wedstrijd                                    | Uitslag |
| ---------- | ----- | -------------------------------------------- | ------- |
| 31/05/2009 | 16:00 | KV Woluwe Zaventem - R. Boussu Dour Borinage | 0-0     |
| 07/06/2009 | 16:00 | R. Boussu Dour Borinage - KV Woluwe Zaventem | 5-1     |

Voor de plaatsen 3 en 4 werd nog een wedstrijd gespeeld. Wanneer er om extra-sportieve redenen bijkomende promotieplaatsen vrijkomen, heeft eerst de verliezend finalist, en vervolgens de winnaar van dit duel recht op promotie:
| Datum      | Uur   | Wedstrijd                                             | Uitslag |
| ---------- | ----- | ----------------------------------------------------- | ------- |
| 31/05/2009 | 16:00 | ROC de Charleroi-Marchienne - KFC Vigor Wuitens Hamme | 3-1     |

### Degradatie-eindronde
De twee teams die 14de eindigden, RRC Péruwelz en RRC Hamoir, speelden een eindronde met een aantal vierdeklassers en gingen daar van start in de tweede ronde van die eindronde.